# Nat Phillips
Nathaniel Harry Phillips (sinh ngày 21 tháng 3 năm 1997) là một cầu thủ bóng đá chuyên nghiệp người Anh hiện tại đang thi đấu ở vị trí trung vệ cho câu lạc bộ Cardiff City tại EFL Championship, cho mượn từ Liverpool tại Giải bóng đá Ngoại hạng Anh. Anh còn được biết đến với biệt danh "Baresi của Bolton".

## Đầu đời
Nathaniel Harry Phillips được sinh ra vào ngày 21 tháng 3 năm 1997 ở Bolton, Đại Manchester.

## Sự nghiệp thi đấu

### Đầu sự nghiệp
Năm 2016, Phillips rời Học viện Bolton Wanderers và thử việc tại học viện Huddersfield Town A.F.C. sau khi anh giành được học bổng tại Đại học North Carolina ở Charlotte. Hai ngày trước chuyến bay đến Hoa Kỳ, anh tham gia học viện của câu lạc bộ Liverpool.

### Liverpool
Mùa hè năm 2018, Phillips bắt đầu tập luyện với đội một của Liverpool và trở thành một cầu thủ trong đội hình của Jürgen Klopp nhưng anh vẫn tiếp tục chơi cho đội dự bị.

#### Cho mượn tại VfB Stuttgart và quay trở lại Liverpool
Năm 2019, anh chuyển tới VfB Stuttgart theo dạng cho mượn. Anh ra mắt chuyên nghiệp cho Stuttgart ở vòng 1 của Cúp bóng đá Đức 2019-20, khi vào sân thay người cho Holger Badstuber trong chiến thắng 1-0 trước Hansa Rostock vào ngày 12 tháng 8 năm 2019. Phillips ra mắt tại Bundesliga 2 vào ngày 17 tháng 8 năm 2019, trong thắng lợi 2-1 trước FC St. Pauli. Ngày 27 tháng 12 năm 2019, Liverpool thông báo rằng Phillips sẽ được gọi trở lại sau khoản cho mượn vào ngày 1 tháng 1 năm 2020 vì cuộc khủng hoảng chấn thương ở hàng hậu vệ tại câu lạc bộ. 12 ngày sau, sau khi ra mắt đội 1 của Liverpool vào ngày 5 tháng 1 năm 2020 trong một trận đấu thuộc khuôn khổ Cúp FA gặp Everton, anh đã được cho mượn lại tại VfB Stuttgart cho trong phần còn lại của mùa giải 2019–20.

#### Quay trở lại Liverpool
Ngày 31 tháng 10 năm 2020, Phillips ra mắt cho đội bóng, khi ra sân ngay từ đầu trong thắng lợi 2–1 của Liverpool trước West Ham United. Ngày 10 tháng 3 năm 2021, Phillips ra mắt tại UEFA Champions League, khi trở thành cầu thủ xuất sắc nhất trận trong chiến thắng 2–0 trước RB Leipzig, giúp Liverpool lọt vào vòng tứ kết với tổng tỷ số 4–0.
Phillips ghi bàn thắng đầu tiên cho câu lạc bộ vào ngày 19 tháng 5 năm 2021, khi đánh đầu thành bàn giúp Liverpool giành thắng lợi 3–0 trên sân khách trước Burnley tại Giải bóng đá Ngoại hạng Anh và tiếp tục giành được bầu chọn là Cầu thủ xuất sắc nhất trận. Mùa giải kế tiếp, Phillips thi đấu trong chiến thắng 2–1 trước AC Milan tại UEFA Champions League, qua đó kết thúc vòng bảng với 6 trận toàn thắng. Vài ngày sau, người ta tiết lộ rằng Phillips bị gãy xương gò má trong trận đấu. Với thời gian thi đấu có hạn trong mùa giải 2021-22, Nat Phillips thừa nhận sẵn sàng rời câu lạc bộ trong kỳ chuyển nhượng tháng Giêng.

#### Cho mượn tại Bournemouth
Ngày 31 tháng 1 năm 2022, anh gia nhập câu lạc bộ A.F.C. Bournemouth theo dạng cho mượn đến hết mùa giải. Về động thái này, Klopp nhận xét rằng "ông ấy rất muốn giữ anh [ở lại Liverpool]" và rằng anh "cực kỳ đáng tin cậy [và là một] cầu thủ tuyệt vời ở đây". Anh ra mắt cho đội bóng vào ngày 7 tháng 2 năm 2022, trong trận thua 0–1 trước Boreham Wood tại Cúp FA. Phillips ra mắt cho đội bóng tại EFL Championship, trong chiến thắng 3–1 trước Birmingham City.

## Đời tư
Nathaniel là con trai của cựu cầu thủ bóng đá Jimmy Phillips và thi đấu dưới sự dẫn dắt của ông tại Đội trẻ và Học viện Bolton Wanderers F.C.. Tính đến năm 2023, anh có mối quan hệ với Molly Moorish-Gallagher, con gái của Liam Gallagher, nghệ sĩ của nhóm nhạc Oasis.

## Thống kê sự nghiệp

### Câu lạc bộ
Tính đến 17 tháng 1 năm 2023
| Câu lạc bộ                | Mùa giải            | Giải đấu                    | Giải đấu | Giải đấu | Cúp quốc gia | Cúp quốc gia | League Cup | League Cup | Châu Âu | Châu Âu | Khác | Khác | Tổng cộng | Tổng cộng |
| Câu lạc bộ                | Mùa giải            | Hạng                        | Trận     | Bàn      | Trận         | Bàn          | Trận       | Bàn        | Trận    | Bàn     | Trận | Bàn  |           |           |
| ------------------------- | ------------------- | --------------------------- | -------- | -------- | ------------ | ------------ | ---------- | ---------- | ------- | ------- | ---- | ---- | --------- | --------- |
| Liverpool                 | 2019–20             | Giải bóng đá Ngoại hạng Anh | 0        | 0        | 1            | 0            | 0          | 0          | 0       | 0       | 0    | 0    | 1         | 0         |
| Liverpool                 | 2020–21             | Giải bóng đá Ngoại hạng Anh | 17       | 1        | 0            | 0            | 0          | 0          | 3       | 0       | 0    | 0    | 20        | 1         |
| Liverpool                 | 2021–22             | Giải bóng đá Ngoại hạng Anh | 0        | 0        | 0            | 0            | 1          | 0          | 2       | 0       | —    | —    | 3         | 0         |
| Liverpool                 | 2022–23             | Giải bóng đá Ngoại hạng Anh | 2        | 0        | 1            | 0            | 2          | 0          | 0       | 0       | 0    | 0    | 5         | 0         |
| Liverpool                 | Tổng cộng           | Tổng cộng                   | 19       | 1        | 2            | 0            | 3          | 0          | 5       | 0       | 0    | 0    | 29        | 1         |
| VfB Stuttgart (loan)      | 2019–20             | Bundesliga 2                | 19       | 0        | 3            | 0            | —          | —          | —       | —       | —    | —    | 22        | 0         |
| U-21 Liverpool            | 2021–22             | —                           | —        | —        | —            | —            | —          | —          | —       | —       | 1    | 0    | 1         | 0         |
| A.F.C. Bournemouth (mượn) | 2021–22             | EFL Championship            | 17       | 0        | 1            | 0            | —          | —          | —       | —       | 0    | 0    | 18        | 0         |
| Tổng cộng sự nghiệp       | Tổng cộng sự nghiệp | Tổng cộng sự nghiệp         | 55       | 1        | 6            | 0            | 3          | 0          | 5       | 0       | 1    | 0    | 70        | 1         |

1. 1 2  Ra sân tại UEFA Champions League
2. ↑  Ra sân tại EFL Trophy

## Danh hiệu

### VfB Stuttgart
- Á quân Bundesliga 2: 2019–20[35]

### A.F.C. Bournemouth
- Á quân EFL Championship: 2021–22[36]